# Saint-Chartier
Saint-Chartier é uma comuna francesa na região administrativa do Centro, no departamento de Indre. Estende-se por uma área de 27,52 km². Em 2010 a comuna tinha 510 habitantes (densidade: 18,5 hab./km²).